# 東北海倫娜瓦利
東北海倫娜瓦利（英語：Helena Valley Northeast）是位於美國蒙大拿州劉易斯與克拉克縣的普查規定居民點。

## 人口
根據2020年美國人口普查的數據，東北海倫娜瓦利的面積為149.91平方千米，當中陸地面積為137.90平方千米，而水域面積為12.01平方千米。當地共有人口3813人，而人口密度為每平方千米25.44人。